# ニコラス・メディーナ
ニコラス・メディーナ（Nicolás Rubén Medina、1982年2月17日 - ）は、アルゼンチン・ブエノスアイレス出身のサッカー選手。アルゼンチン代表である。ポジションはミッドフィールダー。

## 経歴
1997年、AAアルヘンティノス・ジュニアーズでデビューした。2001年、移籍金350万ユーロでイングランドのサンダーランドAFCに移籍した。サンダーランドには、アルヘンティノスとアルゼンチンU-21代表でともにプレーしたフリオ・アルカが在籍していた。しかしメディーナはリザーブチームなどでプレーし、トップチームで出場したのはFAカップのミドルズブラFC戦のみだった。2002-03シーズン、クラブがFLチャンピオンシップ（2部）に降格したため、スペイン・セグンダ・ディビシオン（2部）のCDレガネスにレンタル移籍した。CDレガネスでは32試合に出場した。2004年、レアル・ムルシアに完全移籍し、20試合に出場して2得点した。2005年にアルゼンチンに戻り、2009年からCDオヒギンスに在籍している。
2001年6月に地元アルゼンチンで開催されたFIFAワールドユース選手権で優勝した。2004年夏、アテネオリンピックに出場して金メダルを獲得した。同年のコパ・アメリカでは準優勝した。

## タイトル
アルゼンチン代表
- FIFAワールドユース選手権 : 2001
- オリンピックサッカー : 2004